# 1254
Năm 1254 là một năm trong lịch Julius.